# West Mifflin
West Mifflin is een plaats (borough) in de Amerikaanse staat Pennsylvania, en valt bestuurlijk gezien onder Allegheny County.

## Demografie
Bij de volkstelling in 2000 werd het aantal inwoners vastgesteld op 22.464.
In 2006 is het aantal inwoners door het United States Census Bureau geschat op 20.957, een daling van 1507 (-6.7%).

## Geografie
Volgens het United States Census Bureau beslaat de plaats een oppervlakte van
37,4 km², waarvan 36,7 km² land en 0,7 km² water.

## Economie
Staalproducent U.S. Steel heeft een walserij in West Mifflin. Er worden staalplaten die vanuit het nabijgelegen Braddock worden aangeleverd verwerkt.

## Plaatsen in de nabije omgeving
De onderstaande figuur toont nabijgelegen plaatsen in een straal van 4 km rond West Mifflin.